# Papovaviricetes
Papovaviricetes ist eine vom International Committee on Taxonomy of Viruses (ICTV) im März 2020 neu einfgeführte Klasse zirkulärer dsDNA-Viren, um die beiden weitläufig verwandten Familien Polyomaviridae und Papillomaviridae zusammenzufassen.
Sie ist damit im Umfang identisch mit der früheren Familie Papovaviridae, die in der offiziellen Virus-Taxonomie in die beiden genannten Familien aufgeteilt wurde.
Sowohl der alte als auch der neue Name sind akronymisierte Kurzbezeichnungen gebildet aus Papilloma-, Polyoma – und Simian Vacuolating Virus 40. 
Die vorgeschlagene Klasse ursprünglich Papovaviricetes umfasst Viren mit doppelsträngiger, zirkulärer DNA und einem ikosaedrischen Kapsid ohne Virushülle. Papillomviren und Polyomaviren sind weltweit verbreitet und kommen sowohl beim Menschen wie bei Primaten, Rindern, Nagetieren und Vögeln vor.
Die Papovaviren haben zwar ein ringförmiges dsDNA-Genom, stammen aber offensichtlich von ssDNA-Viren ab, vermutlich aus der Umgebung der Parvoviren. Ein weiterer Kandidat ist die vorgeschlagene Familie „Adomaviridae“.